# Echo Valley
Pour plus de détails, voir Fiche technique et Distribution.
Echo Valley est un thriller américain réalisé par Michael Pearce et sorti en 2025. Écrit par Brad Ingelsby (en), il met en vedette Julianne Moore, Sydney Sweeney et Domhnall Gleeson. Il sort en salles aux États-Unis puis sur Apple TV+.

## Synopsis
Kate Garrett possède une ferme en Pennsylvanie où elle entraîne des chevaux. Divorcée de son mari, elle est à bout de ressources à force de répondre aux sollicitations de sa fille, Claire, toxicomane. Un jour, Claire revient la voir et lui annonce qu'elle a jeté les affaires de son compagnon dans une rivière après une dispute. Celui-ci arrive ensuite pour lui réclamer le sac qui contenait 1.5 kg de drogue.

## Fiche technique
Sauf indication contraire, les informations mentionnées dans cette section peuvent être confirmées par la base de données cinématographiques IMDb,  présente dans la section « Liens externes ».
- Titre original : Echo Valley
- Réalisation : Michael Pearce
- Scénario : Brad Ingelsby
- Musique : Jed Kurzel
- Décors : Keith P. Cunningham
- Costumes : Olga Mill
- Photographie : Benjamin Kracun
- Montage : Maya Maffioli
- Production : Ridley Scott, Michael Pruss, Brad Ingelsby, Kevin J. Walsh
- Sociétés de production : Apple Studios, Scott Free Productions, Black Bicycle Entertainment et The Walsh Company
- Société de distribution : Apple TV+
- Pays de production :  États-Unis
- Langue originale : anglais
- Format : couleur
- Genre : thriller
- Date de sortie : 
  - États-Unis : 6 juin 2025 (sortie limitée en salles), 13 juin 2025 (sur Apple TV+)

## Distribution
- Julianne Moore (VF : Ivana Coppola) : Kate Garrett
- Sydney Sweeney (VF : Elsa Davoine) : Claire Garrett
- Domhnall Gleeson (VF : Jean-Pierre Michaël) : Jackie Lyman
- Kyle MacLachlan (VF : Pierre-François Pistorio) : Richard Garrett
- Fiona Shaw (VF : Josiane Pinson) : Jessie Oliver
- Edmund Donovan (en) (VF : Kévin Goffette) : Ryan Sinclair
- Albert Jones (VF : Raphaël Cohen) : l'inspecteur Ken Ballard
- Melanie Nicholls-King (en) : Joan
- Katya Campbell (VF : Flora Brunier) : Audrey Garrett
- Rebecca Creskoff : Emma Hanway
- John Finn : Randy

 Source et légende : version française (VF) sur RS Doublage

## Production

### Genèse et développement
En mars 2023, The Hollywood Reporter annonce que Michael Pearce va réaliser le film Echo Valley. The Hollywood Reporter précise également que la production est assurée par Ridley Scott (pour Scott Free Productions) et par Michael Pruss, Brad Ingelsby et Kevin J. Walsh pour The Walsh Company.

### Attribution des rôles
En mars 2023, il est précisé que Julianne Moore et Sydney Sweeney joueront une mère et sa fille dans le film.
En avril 2023, Deadline.com annonce que Domhnall Gleeson rejoint la distribution

### Tournage
Le tournage débute dans le New Jersey en mai 2023 et se termine fin juin 2023,,. Les lieux de tournage incluent le comté de Hunterdon et le comté de Morris,,.